# Шафер (фильм)
«Шафер» (англ. The Best Man) — американская комедийная драма 1999 года режиссёра Малкольма Д. Ли.
В 2013 году на экраны вышел сиквел.

## Сюжет
Харпер Стюарт живёт в Чикаго. У него удачная полоса в жизни: его книга становится популярной, его подружка мечтает о замужестве, а его друг Лэнс устраивает свадьбу в Нью-Йорке. Всё начинает рушиться, когда его бывшая любовница узнаёт в книге себя и много других реальных людей. Она хочет заполучить Харпера обратно, и устраивает ему нелёгкую жизнь. Лэнсу становится известно, что в книге Харпер описал свою интрижку с его невестой.

## В ролях
| Актёр            | Роль              |
| ---------------- | ----------------- |
| Тэй Диггз        | Харпер Стюарт     |
| Ниа Лонг         | Джордан Армстронг |
| Моррис Честнат   | Лэнс Салливан     |
| Гарольд Перрино  | Джулиан Марч      |
| Терренс Ховард   | Квентин           |
| Сэна Латан       | Робин             |
| Моника Кэлхун    | Мия Морган        |
| Мелисса де Соуса | Шелби             |
| Реджина Холл     | Кэнди             |
| Виктория Диллард | Анита             |
| Малкольм Д. Ли   | Эмси              |